# Тресадерн, Джек
Джон Тре́садерн (англ. John Tresadern; 26 сентября 1892 — 26 сентября 1959), более известный как Джек Тре́садерн (англ. Jack Tresadern) — английский футболист, выступавший на позиции левого хавбека, и футбольный тренер. В качестве игрока наиболее известен по выступлениям за «Вест Хэм Юнайтед». После завершения игровой карьеры был главным тренером клубов «Нортгемптон Таун», «Кристал Пэлас», «Тоттенхэм Хотспур», «Плимут Аргайл», «Челмсфорд Сити», «Хейстингс Юнайтед» и «Тонбридж Эйнджелс».

## Карьера игрока

### Клубная карьера
Начал футбольную карьеру в клубе «Уонстед», где играл в роли нападающего. Затем играл за «Саутенд Юнайтед» в Южной лиге и за «Баркинг Таун» в Лиге Южного Эссекса, где начал играть в роли левого хавбека. В июле 1913 года стал игроком лондонского клуба «Вест Хэм Юнайтед», выступавшего в Южной лиге. В военное время служил в Королевской гарнизонной артиллерии. К 1919 году, когда «молотобойцы» были приняты в Футбольную лигу, Тресадерн уже был регулярным игроком основного состава. В сезоне 1922/23 помог команде дойти до финала Кубка Англии — знаменитого «финала белой лошади» — в котором «молотобойцы» встретились с клубом «Болтон Уондерерс». Через две минуты после начала матча Тресадерн, вбрасывая мяч из аута, затерялся в плотной толпе зрителей, окруживших поле, и не сразу смог вернуться в игру, из-за чего «Вест Хэм Юнайтед» на какое-то время остался в меньшинстве. Этим воспользовался нападающий «Уондерерс» Дэвид Джек, который нанёс сильный удар по воротам соперника. Мяч залетел в ворота, защищаемые Тедом Хафтоном, и попал в зрителя, прислонившегося к сетке ворот «Вест Хэма». Сила удара была такой, что человек был сбит с ног, повалив, в свою очередь, целый сектор зрителей, стоявших позади него. В итоге «Болтон Уондерерс» выиграл Кубок Англии. В том же сезоне «Вест Хэм Юнайтед» занял второе место во Втором дивизионе, что гарантировало «повышение» команды в Первый дивизион. Выступал за клуб до октября 1924 года, сыграв в общей сложности 186 матчей и забив 6 голов.
30 октября 1924 года Тресадерн перешёл в «Бернли» за 1050 фунтов стерлингов. В сезоне 1924/25 провёл за команду 22 матча в Первом дивизионе, но по окончании сезона покинул клуб. 1 мая 1925 года стал играющим тренером клуба «Нортгемптон Таун», а в обратном направлении перешёл Луис Пейдж. В сезоне 1925/26 Джек провёл за команду 34 матча в Третьем южном дивизионе и забил 1 гол. В декабре 1926 года завершил карьеру игрока из-за тяжёлого перелома ноги, полученного за несколько месяцев до этого в товарищеском матче.

### Карьера в сборной
14 апреля 1923 года дебютировал за сборную Англии в матче Домашнего чемпионата Великобритании против сборной Шотландии, который завершился вничью со счётом 2:2.
21 мая 1923 года провёл свою вторую (и финальную) игру за сборную. Это был товарищеский матч против сборной Швеции, в котором англичане одержали победу со счётом 4:2.

## Тренерская карьера
С мая 1925 года был главным тренером клуба «Нортгемптон Таун». В свой первый сезон в клубе также регулярно выходил на поле в роли игрока, но в декабре 1926 года завершил игровую карьеру из-за травмы. Он продолжил оставаться главным тренером клуба до октября 1930 года.
20 октября 1930 года стал секретарём-менеджером (главным тренером) лондонского клуба «Кристал Пэлас». Проработал в клубе пять лет. В июне 1935 года возглавил другой лондонский клуб «Тоттенхэм Хотспур». Был его главным тренером до апреля 1938 года. В 1938 году стал главным тренером клуба «Плимут Аргайл». В сезоне 1938/39 команда заняла 15-е место во Втором дивизионе. В 1939 году официальные турниры в Англии были отменены из-за войны. Тресадерн, бывший в звании капитана, был призван на военную службу в зенитные войска. В сентябре 1944 года вернулся в «Плимут Аргайл», однако послевоенные результаты клуба были плохими, и в сентябре 1947 года Тресадерн был уволен.
В 1948 году стал скаутом клуба «Астон Вилла». В июне 1949 года был назначен главным тренером клуба «Челмсфорд Сити», в ноябре 1950 года покинул клуб. В декабре 1951 года возглавил клуб «Хейстингс Юнайтед». В апреле 1958 года был назначен главным тренером клуба «Тонбридж Эйнджелс» и оставался на этом посту до своей смерти в декабре 1959 года.

## Достижения

### В качестве игрока
«Вест Хэм Юнайтед»
- Финалист Кубка Англии: 1922/23
- Второе место во Втором дивизионе (выход в Первый дивизион): 1922/23

### Тренерские достижения
- Второе место в Третьем южном дивизионе: 1927/28

## Тренерская статистика
| Клуб              | Начало работы   | Завершение работы | Показатели | Показатели | Показатели | Показатели | Показатели |
| Клуб              | Начало работы   | Завершение работы | И          | В          | Н          | П          | % побед    |
| ----------------- | --------------- | ----------------- | ---------- | ---------- | ---------- | ---------- | ---------- |
| Нортгемптон Таун  | 1 мая 1925      | 20 октября 1930   | 235        | 108        | 49         | 78         | 045,96     |
| Кристал Пэлас     | 20 октября 1930 | 19 июня 1935      | 216        | 100        | 45         | 71         | 046,30     |
| Тоттенхэм Хотспур | 19 июня 1935    | 14 апреля 1938    | 142        | 63         | 33         | 46         | 044,37     |
| Плимут Аргайл     | 14 апреля 1938  | 8 сентября 1947   | 115        | 37         | 23         | 55         | 032,17     |
| Итого             | Итого           | Итого             | 483        | 313        | 81         | 89         | 064,80     |